# Gelos (mitologia)
Gelos (em grego Γέλως) era um daimon ou sátiro que personificava os risos e alegrias. Poderia ser filho de Dioniso, companheiro de Comos, orgias, eles eram dois espíritos pederastas do séquito de Dioniso, lideravam os festivais do deus, sendo que Gelos era o copeiro do deus.